# Doc Savage – Der Mann aus Bronze
Doc Savage – Der Mann aus Bronze ist ein Abenteuerfilm des britischen Regisseurs Michael Anderson aus dem Jahr 1975, basierend auf der gleichnamigen Romanserie von Lester Dent aus den 1930er-Jahren.

## Inhalt
Clark „Doc“ Savage, jr. fühlt mit seinen außergewöhnlichen mentalen Fähigkeiten in seiner „Festung der Einsamkeit“ in der Arktis, dass seinem Vater im südamerikanischen Dschungel etwas zugestoßen sein muss.
Zurückgekehrt in sein Hauptquartier im 86. Stockwerk eines Wolkenkratzers in Manhattan, wird auch gleich ein Anschlag auf ihn verübt. Ein offensichtlich südamerikanischer Eingeborener sprengt seinen Safe mit einem Dokument seines Vaters in die Luft und kommt anschließend bei einem Sturz vom Wolkenkratzer ums Leben.
Doc Savage und seine Begleiter, die „Berühmten Fünf“, rüsten eine Expedition nach Südamerika aus und kommen nach vielen weiteren Verwicklungen auf die Spur des verrückten Captain Seas, der sich mit dem geheimnisvollen Gas „Grüner Tod“ die Eingeborenen gefügig macht und hinter einer Goldquelle her ist, die Doc von seinem Vater geerbt hat.

## Rezeption
Der Film ist eine Persiflage des Abenteuergenres und übertreibt somit bei den Darstellungen der Charaktere. Doc Savage ist der harte „Überamerikaner“ (gespielt von Ex-Fernseh-Tarzan Ron Ely), aber seine Hilfstruppe, die „Berühmten Fünf“ der Romanvorlage (alles ehemalige hochrangige Offiziere oder berühmte Wissenschaftler), treten nur als Witzfiguren in Erscheinung. Der Oberbösewicht Captain Seas lässt sich immer neue Anschläge einfallen, die Doc selbstverständlich immer überlebt, um schlussendlich im Erscheinungsbild den Covern der Romanvorlagen zu gleichen (mit halbnackten Oberkörper und zerrissenem Hemd).
Der Film sollte eigentlich den Anfang von Verfilmungen bekannter Pulp-Helden durch die Warner Bros. darstellen, was nach den schlechten Einspielergebnissen jedoch erst einmal nicht weiter verfolgt wurde.

## Sonstiges
- Der Film war die letzte Produktion des berühmten Fantasy- und Science-Fiction Produzenten George Pal.
- Herausragend im Film ist der augenzwinkernde Einleitungsmarsch, der von John Philip Sousa geschrieben wurde. In den Credits werden die Buchstaben U S A in seinem Nachnamen in den amerikanischen Nationalfarben rot, weiß, blau hervorgehoben.
- Die Filmgesellschaft Warner Bros. hat sich 1999 vier Internet-Domainnamen in Bezug auf „Doc Savage“ registrieren lassen. Möglicherweise stehen somit doch noch ernsthaftere Verfilmungen im Zuge der aktuellen Superhelden-Verfilmungen an.

## Erstaufführungen
- USA im Juni 1975
- Deutschland 11. Juli 1975

## Auszeichnungen
- 1976: Golden Scroll der Academy of Science Fiction, Fantasy & Horror Films für den „besten Fantasyfilm“.

## Kritiken
- Groschenromankitsch, mit süffisanter Ironie hart an der Grenze zur Parodie inszeniert: Erheiternde Trivialunterhaltung. – „Lexikon des internationalen Films“[1]

- Die Mischung von phantastischer Zukunftstechnik mit naiver Tolpatschigkeit ist ebenso albern wie amüsant. Der Routinier Michael Anderson hat das mit ständigem ironischen Blinzeln so dick aufgetragen, daß er permanent an der Kippe zur Parodie balanicert. Die Rolle des Doc Savage ist mit dem ehemaligen Tarzandarsteller Ron Ely besetzt, einem Musterbeispiel für geistlose Selbstüberschätzung, John Philip Sousa steuert seinen von Frank de Vol witzig instrumentierten, patriotisch anfeuernden Marsch als ideale Untermalung bei. Das ist wirklich Kitsch für alle: für Intellektuelle, die sich amüsieren, und für Naive, die bewundern wollen.

FILMDIENST, zitiert nach Hahn/Jansen, S. 96.